# Parque Meriken
El parque Meriken (メリケンパーク Meriken Pāku?) está ubicado frente al mar en la ciudad portuaria de Kōbe, Prefectura de Hyōgo, Japón.

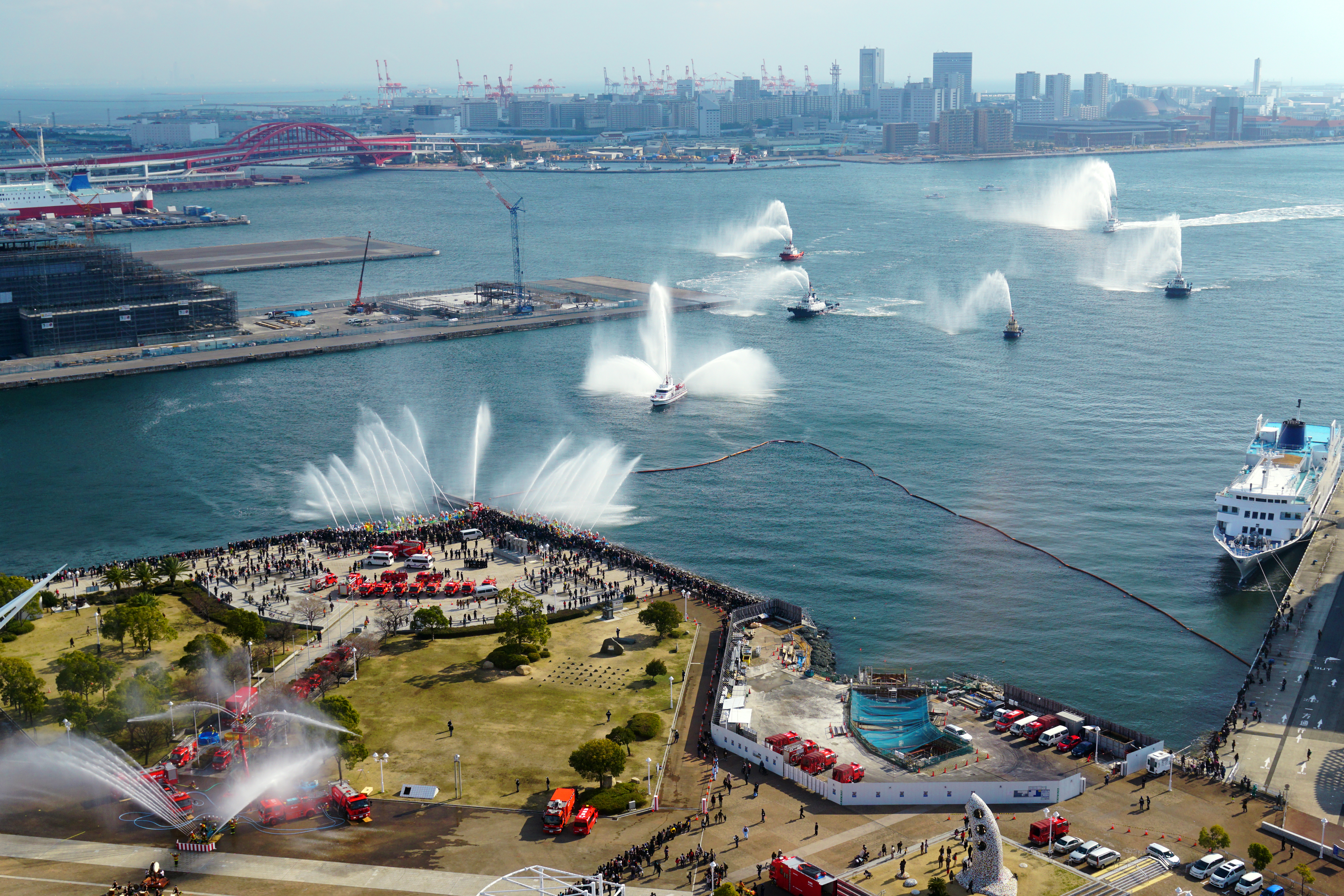
Parque Meriken.

## Detalles
El parque cuenta con la torre del puerto de Kōbe, el museo marítimo de Kōbe y el parque monumento a las víctimas del Gran terremoto de 1995. 
El nombre del parque proviene de la palabra «American», que comúnmente se pronunció como «Meriken» durante la Era Meiji. 
En este lugar también están ubicados el Hotel Okura Kobe y el Hotel oriental parque Meriken Kobe.

### Parque memorial del Terremoto
El parque memorial del terremoto puerto de Kōbe, como monumento a las víctimas del Gran terremoto de Hanshin-Awaji de 1995, una sección corta de la costa dañada durante el seísmo ha quedado sin reparar como un recordatorio del tremendo poder destructivo del terremoto.

### Museo marítimo de Kōbe
El museo marítimo de Kōbe se encuentra en el centro del parque en un edificio coronado por un marco de acero blanco que evoca la imagen de las velas de los buques. La mitad del museo se utiliza para explicar cómo funciona la zona portuaria y exhibe modelos de barcos modernos, también relata la historia del puerto y cómo ha sido una conexión importante entre Japón y el mundo exterior. Los barcos históricos reales se exhiben al aire libre alrededor del museo.
La otra mitad del edificio del Museo Marítimo está ocupada por el Kawasaki Good Times World, el museo corporativo de Kawasaki Heavy Industries, fabricante de varios componentes mecánicos y vehículos, incluidos trenes Shinkansen, aviones a reacción, helicópteros y motocicletas, y el  puente del Rainbow (Tokio). El museo exhibe la historia de la compañía y sus productos exitosos, y se alienta a los visitantes a tener experiencias prácticas con algunos de los vehículos.

### Torre del Puerto de Kōbe
Al oeste del museo marítimo se encuentra la torre del puerto de Kōbe, una estructura de acero pintada de rojo que se ha convertido en un símbolo del puerto y la ciudad. Construida en 1963, la torre tiene 108 metros de altura y los visitantes pueden tomar un ascensor hasta sus cinco pisos superiores. Dos de las plantas albergan un restaurante y un café giratorio, mientras que las otras tres cubiertas de observación de la casa ofrecen vistas de 360 grados de la ciudad desde aproximadamente 100 metros sobre el suelo.